# Araneus corporosus
Araneus corporosus är en spindelart som först beskrevs av Eugen von Keyserling 1892.  Araneus corporosus ingår i släktet Araneus och familjen hjulspindlar. Inga underarter finns listade i Catalogue of Life.